# Челищев, Владимир Егорович
Владимир Егорович Челищев (1819—1886) — генерал-лейтенант русской императорской армии, с 1879 г. комендант Одессы. Брат генерала Н. Е. Челищева.

## Биография
Владимир Челищев родился 2 сентября 1819 года, происходил из дворян Смоленской губернии и воспитывался в Дворянском полку, откуда выпущен прапорщиком в Перновский гренадерский полк 4 сентября 1838 года. В 1842 году Челищев был переведён в лейб-гвардии Преображенский полк, в 1858 году, в чине полковника, назначен командиром 4-го резервного батальона Подольского пехотного полка, а в 1861 году командиром Люблинского пехотного полка. Произведённый, 20 октября 1869 года, в генерал-майоры, Челищев в ноябре того же года назначен помощником начальника 15-й пехотной дивизии и в августе 1873 года — командиром 1-й бригады той же дивизии.
В русско-турецкую войну 1877—1878 годов Челищев сперва состоял начальником Очаковского отряда по охранению и обороне Черноморского побережья, между Березанским и Днепровско-Бугским лиманами, а в августе 1877 года назначен начальником Шабского отряда по охранению и обороне того же побережья от озера Алибея до Днепровского лимана.
29 декабря 1879 года Челищев был назначен Одесским комендантом с зачислением по армейской пехоте, в каковой должности был произведён, 30 августа 1881 года, в генерал-лейтенанты, а 25 мая 1885 года зачислен в запас армейской пехоты, где и состоял вплоть до своей смерти.
Среди прочих наград Челищев имел ордена:
- Орден Святого Станислава 2-й степени (1859 год)
- Орден Святой Анны 2-й степени (1863 год, императорская корона к этому ордену пожалована в 1865 году)
- Орден Святого Владимира 3-й степени (1868 год)
- Орден Святого Станислава 1-й степени (1872 год)
- Орден Святой Анны 1-й степени (1878 год)
- Орден Святого Владимира 2-й степени (1884 год).

Умер 20 июня 1886 года. Похоронен на 1-м Христианском кладбище Одессы.